# Niederkappel
Niederkappel je rakouská obec ve spolkové zemi Horní Rakousy, v okrese Rohrbach.

## Obyvatelstvo
V roce 2011 zde žilo 974 obyvatel.

## Politika

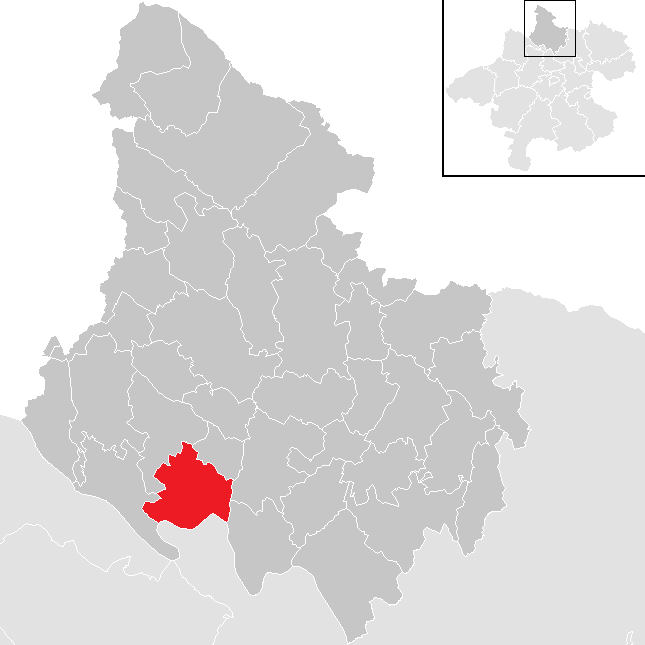
Poloha obce na mapě okresu

Starostové od roku 1850:
| Doba v úřadu | Jméno             | Doba v úřadu | Jméno               |
| ------------ | ----------------- | ------------ | ------------------- |
| 1850–1864    | Ignaz Plattner    | 1942–1945    | Ludwig Ertl         |
| 1864–1867    | Georg Pumberger   | 1945–1949    | Franz Mayrhofer     |
| 1867–1870    | Anton Amerstorfer | 1949–1965    | Anton Leitenbauer   |
| 1870–1906    | Josef Pumberger   | 1965–1985    | Karl Streinesberger |
| 1906–1909    | Georg Fuchs       | 1985–1995    | Hubert Hackl        |
| 1909–1919    | Mathias Pumberger | 1995–2013    | Rudolf Kehrer       |
| 1919–1942    | Alois Mayrhofer   | ab 2013      | Josef Wögerbauer    |

## Osobnosti obce
- Rudolf Kirchschläger (1915–2000) – rakouský politik a prezident v letech 1974–1986 se zde narodil